# Fessenheim
Pour les articles homonymes, voir Fessenheim (homonymie).
Fessenheim [fɛsənaim]  est une commune française située dans la circonscription administrative du Haut-Rhin et, depuis le 1er janvier 2021, dans le territoire de la Collectivité européenne d'Alsace, en région Grand Est.
Cette commune se trouve dans la région historique et culturelle d'Alsace. Elle est connue pour sa centrale nucléaire.
Ses habitants sont appelés les Fessenheimois et les Fessenheimoises.

## Géographie

### Localisation
La commune de Fessenheim est située dans l'est de la plaine d'Alsace à 23 km au nord-est de Mulhouse (26 km par voie routière).

### Communes limitrophes
Les communes limitrophes sont  Balgau, Blodelsheim, Hartheim am Rhein, Heitersheim, Hirtzfelden, Neuenburg am Rhein et Roggenhouse.
|             | Balgau      | Le Rhin Hartheim am Rhein ( Allemagne)  |
| Hirtzfelden | Fessenheim  |                                         |
|             | Blodelsheim | Le Rhin Neuenburg am Rhein ( Allemagne) |

### Hydrographie

#### Réseau hydrographique

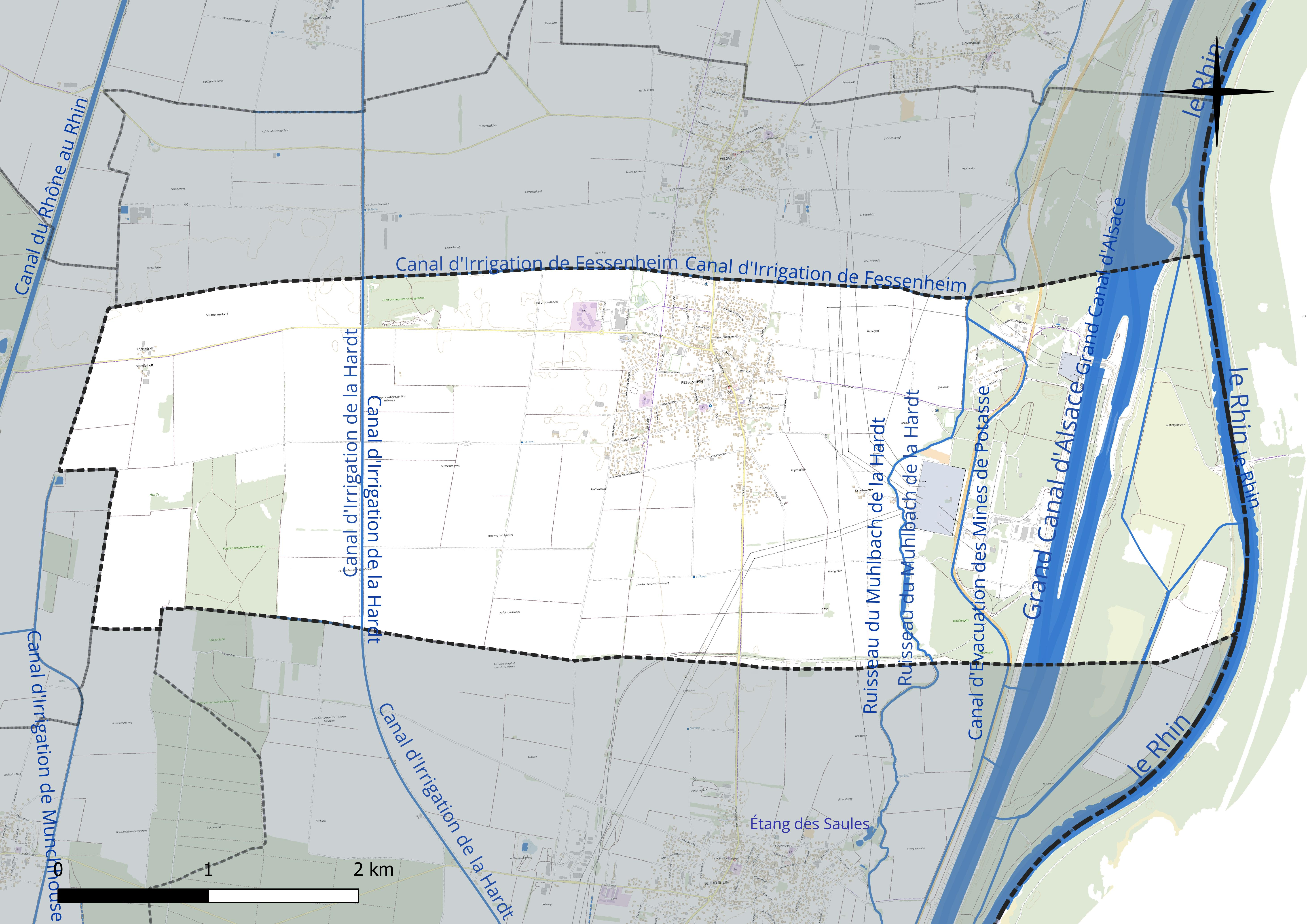
Réseau hydrographique de Fessenheim.

La commune est dans le bassin versant du Rhin au sein du bassin Rhin-Meuse. Elle est drainée par le Grand canal d'Alsace, le Rhin, le canal d'evacuation des Mines de Potasse, le canal d'Irrigation de la Hardt, le ruisseau du Muhlbach de la Hardt et la Prise de Fessenheim,,.
Le Grand canal d'Alsace, d'une longueur de 93 km, prend sa source dans la commune de Schœnau et se jette  dans le Rhin à Erstein, après avoir traversé 31 communes.
Le Rhin, long de 1 233 km est le plus long fleuve se déversant dans la mer du Nord et de l'une des voies navigables les plus fréquentées du monde. Il traverse la Suisse, l'Autriche, l'Allemagne et les Pays-Bas et marque la frontière entre l'Allemagne et la France.
Le canal d'évacuation des Mines de Potasse, d'une longueur de 28 km, est un canal, chenal non navigable qui relie la commune de Staffelfelden à Staffelfelden, où il se jette dans la Thur.
Le canal d'irrigation de la Hardt, d'une longueur de 30 km, est un canal, chenal non navigable qui relie la commune de Hombourg à Algolsheim, où il se jette dans le canal du Rhône au Rhin.
Le ruisseau du Muhlbach de la Hardt, d'une longueur de 38 km, prend sa source dans la commune de Ottmarsheim et se jette  dans le canal de Neuf-Brisach à Biesheim, après avoir traversé 15 communes.

#### Gestion et qualité des eaux
Le territoire communal est couvert par le schéma d'aménagement et de gestion des eaux (SAGE) « Ill Nappe Rhin ». Ce document de planification concerne la nappe phréatique rhénane, les cours d'eau de la plaine d'Alsace et du piémont oriental du Sundgau, les canaux situés entre l'Ill et le Rhin et les zones humides de la plaine d'Alsace. Le périmètre s’étend sur 3 596 km2. Il a été approuvé le 17 janvier 2005. La structure porteuse de l'élaboration et de la mise en œuvre est la région Grand Est.
La qualité des cours d’eau peut être consultée sur un site dédié géré par les agences de l’eau et l’Agence française pour la biodiversité.

### Climat
Pour des articles plus généraux, voir Climat du Grand Est et Climat du Haut-Rhin.
En 2010, le climat de la commune est de type climat océanique altéré, selon une étude du Centre national de la recherche scientifique s'appuyant sur une série de données couvrant la période 1971-2000. En 2020, Météo-France publie une typologie des climats de la France métropolitaine dans laquelle la commune est exposée à un climat semi-continental et est dans la région climatique  Alsace, caractérisée par une pluviométrie faible, particulièrement en automne et en hiver, un été chaud et bien ensoleillé, une humidité de l’air basse au printemps et en été, des vents faibles et des brouillards fréquents en automne (25 à 30 jours).
Pour la période 1971-2000, la température annuelle moyenne est de 10,5 °C, avec une amplitude thermique annuelle de 17,8 °C. Le cumul annuel moyen de précipitations est de 592 mm, avec 7,8 jours de précipitations en janvier et 9,5 jours en juillet. Pour la période 1991-2020, la température moyenne annuelle observée sur la station météorologique de Météo-France la plus proche, « Colmar-Meyenheim », sur la commune de Meyenheim à 13 km à vol d'oiseau, est de 11,3 °C et le cumul annuel moyen de précipitations est de 595,0 mm. 
La température maximale relevée sur cette station est de 40,9 °C, atteinte le 13 août 2003 ; la température minimale est de −24,8 °C, atteinte le 27 février 1986,,.
Les paramètres climatiques de la commune ont été estimés pour le milieu du siècle (2041-2070) selon différents scénarios d'émission de gaz à effet de serre à partir des nouvelles projections climatiques de référence DRIAS-2020. Ils sont consultables sur un site dédié publié par Météo-France en novembre 2022.

## Urbanisme

### Typologie
Au 1er janvier 2024, Fessenheim est catégorisée bourg rural, selon la nouvelle grille communale de densité à sept niveaux définie par l'Insee en 2022.
Elle appartient à l'unité urbaine de Fessenheim, une agglomération intra-départementale regroupant deux  communes, dont elle est ville-centre,,. Par ailleurs la commune fait partie de l'aire d'attraction de Fessenheim, dont elle est la commune-centre,. Cette aire, qui regroupe 3 communes, est catégorisée dans les aires de moins de 50 000 habitants,.

### Occupation des sols

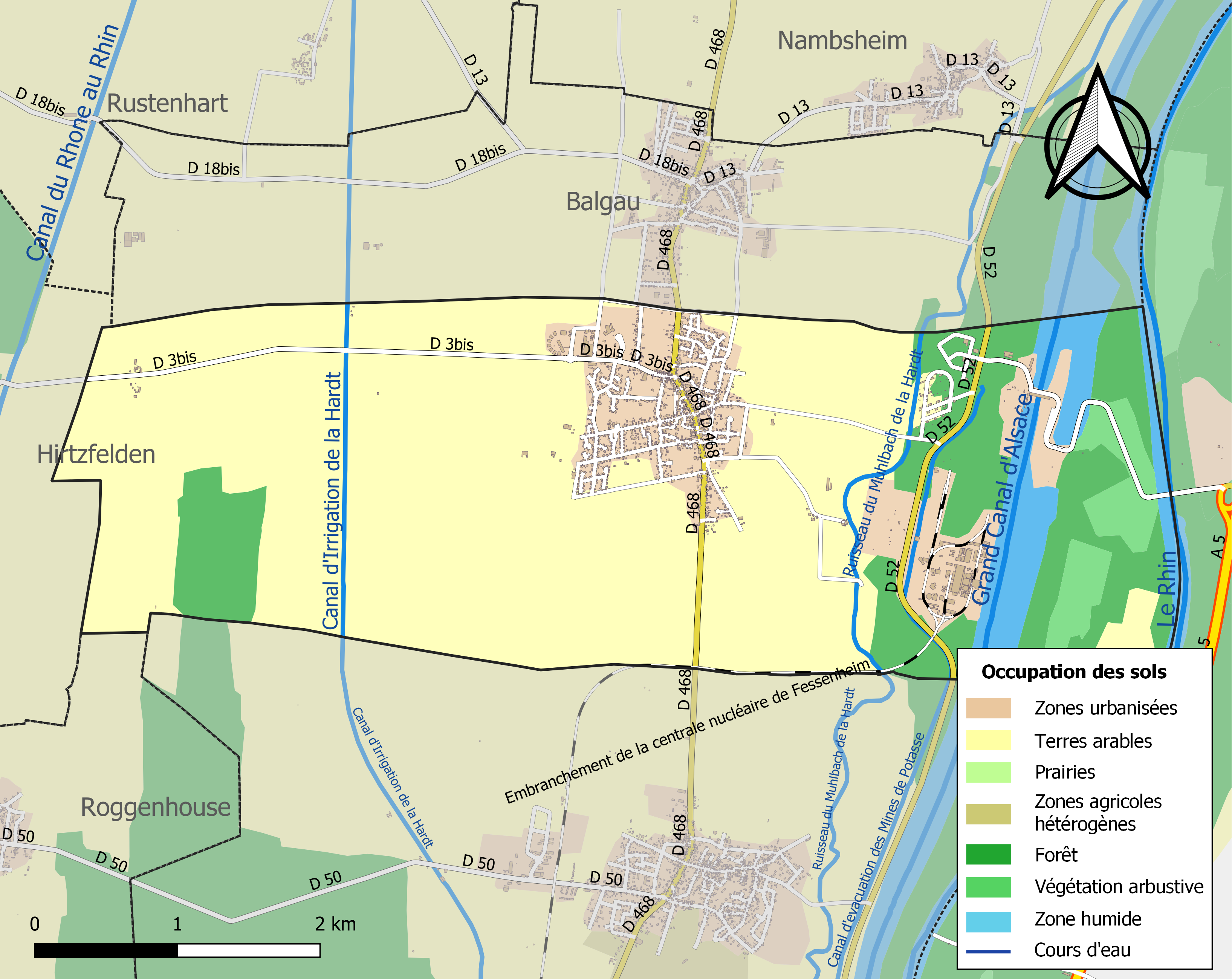
Carte des infrastructures et de l'occupation des sols de la commune en 2018 (CLC).

L'occupation des sols de la commune, telle qu'elle ressort de la base de données européenne d’occupation biophysique des sols Corine Land Cover (CLC), est marquée par l'importance des territoires agricoles (63,6 % en 2018), en diminution par rapport à 1990 (64,9 %). La répartition détaillée en 2018 est la suivante : 
terres arables (63,6 %), forêts (15 %), zones urbanisées (7,5 %), eaux continentales (5,8 %), zones industrielles ou commerciales et réseaux de communication (4,9 %), milieux à végétation arbustive et/ou herbacée (3,2 %). L'évolution de l’occupation des sols de la commune et de ses infrastructures peut être observée sur les différentes représentations cartographiques du territoire : la carte de Cassini (XVIIIe siècle), la carte d'état-major (1820-1866) et les cartes ou photos aériennes de l'IGN pour la période actuelle (1950 à aujourd'hui).

### Voies de communication et transports

#### Pont du Rhin
Jacques Chirac inaugure le 20 mai 2006 le pont routier et piéton sur le Rhin, entre Fessenheim et Hartheim en Allemagne.
Ce pont de 210 m de long et 7 m de large, commencé en avril 2005, est une réalisation symbolique de la coopération franco-allemande.
L'avion spécial du chef de l'État se pose sur la base aérienne de Colmar-Meyenheim vers 10 h d'où il gagne Fessenheim. L'ouvrage, inauguré par le Président de la République, devient le neuvième pont routier enjambant le Rhin le long de la frontière entre l'Alsace et le Land de Bade-Wurtemberg.

## Toponymie
C’est en l’an 762 que le village est mentionné pour la première fois, sous le vocable "Fetzenheim", le lieu a par la suite vu son nom évoluer à travers les années, passant par des variantes telles que "Fezinhaim" en 778, "Vescenheim" en 1180, "Vessenheim" en 1303, et finalement "Fessenheim" en 1619.

## Histoire
Fessenheim ( Fassana en alsacien) est un site d'occupation humaine très ancien. Il est situé le long de l'ancienne voie romaine qui reliait la cité d'Augusta Raurica (près de l'actuelle Bâle) à Argentoratum (l'actuelle Strasbourg). Fessenheim a ainsi une histoire remontant à l'époque romaine et a probablement été un lieu de passage important à travers les âges.
Bien plus tard, des vestiges mérovingiens ont été découverts à proximité de l'ancienne chapelle Sainte-Colombe, lors des travaux de construction de la ligne Maginot.
À partir du XIIIe siècle, le village tombe sous la coupe des Habsbourg.
Fessenheim a subi en 1601 un tremblement de terre décrit dans la Revue géographique de l'Est, volume 36, 1996.
Il est également mentionné que Fessenheim a été citée en 1627, lors de travaux entrepris pour le seigneur de l'époque, Jean Erhard de Falkenstein. Pendant la guerre de Trente Ans, il se réfugie en Suisse, s'endette, et doit emprunter de l'argent à l’Ordre Teutonique . En 1717, les dettes restant impayées, la famille Falkenstein perd son fief. En 1728, la construction d'une nouvelle commanderie de l’Ordre Teutonique est mentionnée, et cet ordre demeurera seigneur jusqu'en 1793. Par la suite, le préteur royal Klinglin lui succédera.
En 1760, les terres cultivables représentaient 72% du territoire de Fessenheim, tandis que les forêts seigneuriales en couvraient 17%. Les activités économiques se limitaient alors à un moulin, une tuilerie, une scierie, un moulin à huile, etc.La croissance de Fessenheim est intimement liée à deux événements majeurs : la construction du canal d’Alsace, parallèle au Rhin, entre 1928 et 1959, et la mise en service de la centrale hydraulique en 1956, suivie de la construction de la centrale nucléaire, opérationnelle de 1977 à 2020.

## Politique et administration

### Découpage territorial
La commune de Fessenheim est membre de la communauté de communes Pays Rhin-Brisach, un établissement public de coopération intercommunale (EPCI) à fiscalité propre créé le 9 juin 2016 dont le siège est à Volgelsheim. Ce dernier est par ailleurs membre d'autres groupements intercommunaux.
Sur le plan administratif, elle est rattachée à l'arrondissement de Colmar-Ribeauvillé, à la circonscription administrative de l'État du Haut-Rhin, en tant que circonscription administrative de l'État, et à la région Grand Est. 
Sur le plan électoral, elle dépendait jusqu'en 2020 du  canton d'Ensisheim pour l'élection des conseillers départementaux au sein du conseil départemental du Haut-Rhin. Depuis le 1er janvier 2021, elle dépend du même canton pour l'élection des conseillers d'Alsace au sein de la collectivité européenne d'Alsace.

### Liste des maires
| Période                                  | Période                   | Identité                                      | Étiquette | Qualité                                                        |
| ---------------------------------------- | ------------------------- | --------------------------------------------- | --------- | -------------------------------------------------------------- |
| Les données manquantes sont à compléter. |                           |                                               |           |                                                                |
| 1790                                     | 1791                      | André Gutmann                                 |           |                                                                |
| 1791                                     | 1792                      | François-Joseph Meyer                         |           |                                                                |
| 1792                                     | 1797                      | Jean Finbel                                   |           |                                                                |
| 1797                                     | 1800                      | François Joseph Meyer                         |           |                                                                |
| 1800                                     | 1803                      | François-Xavier Heimburger                    |           |                                                                |
| 1803                                     | 1804                      | Jean Schelcher                                |           |                                                                |
| 1804                                     | 1815                      | André Witz                                    |           | Cultivateur                                                    |
| 1815                                     | 1828                      | Laurent Meyer                                 |           | Maréchal-ferrant                                               |
| 1828                                     | 1836                      | François Antoine Schœlcher                    |           | Cultivateur                                                    |
| 1836                                     | 1841                      | Jean-Baptiste Heimburger                      |           |                                                                |
| 1841                                     | 1846                      | Jean Maurer                                   |           |                                                                |
| 1846                                     | 1848                      | Jean-Baptiste Heimburger                      |           |                                                                |
| 1848                                     | 1851                      | Jean Maurer                                   |           |                                                                |
| 1851                                     | 1851                      | Laurent Gruss                                 |           |                                                                |
| 1851                                     | 1871                      | Sébastien Thuet                               |           |                                                                |
| 1871                                     | 1876                      | Protasius Schelcher                           |           |                                                                |
| 1876                                     | 1886                      | Sébastien Thuet                               |           |                                                                |
| 1886                                     | 1896                      | Jean-Baptiste Lorber                          |           |                                                                |
| 1896                                     | 1905                      | Édouard Schelcher                             |           |                                                                |
| 1905                                     | 1911                      | Joseph Sigrist                                |           |                                                                |
| 1911                                     | 1919                      | Émile Wendling                                |           |                                                                |
| 1919                                     | 1927                      | Émile Bader                                   |           |                                                                |
| 1927                                     | 1936                      | Alphonse Peter                                |           |                                                                |
| 1936                                     | 1941                      | Xavier Wassmer                                |           |                                                                |
| 1941                                     | 1941                      | Sébastien Fürstoss                            |           |                                                                |
| 1941                                     |                           | Théodore Schelcher                            |           |                                                                |
| 1945                                     | 1945                      | Xavier Wassmer                                |           |                                                                |
| 1945                                     | mars 1965                 | Émile Bader                                   |           |                                                                |
| mars 1965                                | mars 1977                 | Albert Peter                                  |           |                                                                |
| mars 1977                                | mars 1989                 | Alain Weill                                   | SE        | Médecin                                                        |
| mars 1989                                | janvier 2008 (décès)      | Alain Foechterlé                              | SE        |                                                                |
| janvier 2008                             | mars 2014                 | Fabienne Stich                                | SE        | Ancienne déclarante en douane                                  |
| mars 2014                                | En cours (au 31 mai 2020) | Claude Brender Réélu pour le mandat 2020-2026 | SE        | Chef d'entreprise 3e vice-président de la CC Pays Rhin-Brisach |

### Jumelages
La ville est actuellement jumelée à :
- Schœlcher, Martinique (France) depuis 1980 ;
- Hartheim (Allemagne) depuis 1993.

Fessenheim entretient également des liens d'amitié avec Mirande, commune du Gers où les Fessenheimois furent évacués à l'aube de la Seconde Guerre mondiale.

## Équipements et services publics

### Enseignement
La ville de Fessenheim compte une crèche, une maternelle, une école primaire, le collège public d'enseignement secondaire Félix Éboué ainsi qu’un périscolaire[Quoi ?].

## Population et société

### Démographie
L'évolution du nombre d'habitants est connue à travers les recensements de la population effectués dans la commune depuis 1793. Pour les communes de moins de 10 000 habitants, une enquête de recensement portant sur toute la population est réalisée tous les cinq ans, les populations de référence des années intermédiaires étant quant à elles estimées par interpolation ou extrapolation. Pour la commune, le premier recensement exhaustif entrant dans le cadre du nouveau dispositif a été réalisé en 2004.

En 2022, la commune comptait 2 335 habitants, en évolution de −2,55 % par rapport à 2016 (Haut-Rhin : +0,66 %, France hors Mayotte : +2,11 %).
| 1793 | 1800 | 1806 | 1821 | 1831 | 1836  | 1841 | 1846 | 1851 |
| ---- | ---- | ---- | ---- | ---- | ----- | ---- | ---- | ---- |
| 612  | 644  | 712  | 826  | 958  | 1 006 | 987  | 967  | 994  |

| 1856 | 1861 | 1866 | 1871 | 1875 | 1880 | 1885 | 1890 | 1895 |
| ---- | ---- | ---- | ---- | ---- | ---- | ---- | ---- | ---- |
| 972  | 950  | 935  | 867  | 808  | 785  | 745  | 693  | 645  |

| 1900 | 1905 | 1910 | 1921 | 1926 | 1931 | 1936 | 1946 | 1954  |
| ---- | ---- | ---- | ---- | ---- | ---- | ---- | ---- | ----- |
| 637  | 670  | 667  | 634  | 701  | 702  | 671  | 639  | 1 569 |

| 1962  | 1968 | 1975  | 1982  | 1990  | 1999  | 2004  | 2006  | 2009  |
| ----- | ---- | ----- | ----- | ----- | ----- | ----- | ----- | ----- |
| 1 311 | 896  | 1 653 | 2 002 | 2 000 | 2 097 | 2 195 | 2 226 | 2 296 |

| 2014  | 2019  | 2022  | - | - | - | - | - | - |
| ----- | ----- | ----- | - | - | - | - | - | - |
| 2 359 | 2 267 | 2 335 | - | - | - | - | - | - |

Le pic observé autour de 1955 correspond à l'arrivée massive d’ouvriers pour le chantier du grand canal d'Alsace: l'usine hydroélectrique et des deux écluses (situées sur la commune) ont été mises en service en 1956.
À partir de 1970, les travaux de la centrale nucléaire de Fessenheim font apparaitre une nouvelle croissance de la population, niveau qui se maintiendra une fois la centrale en exploitation.

## Économie
La commune de Fessenheim possède un complexe sportif, une salle des fêtes, une médiathèque et un complexe associatif et culturel. Elle dispose aussi d'un supermarché (Super U), d'un centre médical, une pharmacie, deux hôtels, quatre restaurants, deux salons de coiffure, un garage, une école de conduite et un bureau de poste.

### Centrales hydraulique et nucléaire
Deux centrales électriques, une hydraulique et une nucléaire sont construites sur la commune de Fessenheim.

#### Centrale hydraulique
L'exploitation de la force hydraulique du Rhin et le projet du canal d'Alsace remontent à la veille de la Première Guerre mondiale. Après 1919, la France acquiert le contrôle exclusif des eaux du fleuve et commence les premiers travaux d'aménagement, (la construction de l'usine de Kembs en 1932). La construction de la centrale hydraulique de Fessenheim est achevée en 1956, et elle est inaugurée par le Président de la République française, René Coty, le 8 juillet 1957. Cette centrale, équipée de quatre turbines verticales d'une puissance installée de 180 000 kWA, est établie le long des divers bras du Canal d'Alsace, avec deux écluses de 185 mètres de long pour permettre le passage des automoteurs de grande taille (jusqu'à 1 350 tonnes).

#### Centrale nucléaire
En 1967, Fessenheim est choisi comme site pour accueillir une centrale nucléaire. Initialement prévues avec une puissance de 750 MW, les deux tranches voient leur capacité augmenter à 950 MW en 1970, avec l'adoption de la technologie américaine PWR au lieu de la filière française initialement envisagée. Les travaux débutent en juin 1970, impliquant des centaines d'ouvriers et de techniciens, malgré les manifestations des opposants au nucléaire. Fessenheim 1, la première tranche de la centrale, entre en service en mars 1977 et est connectée au réseau national en août 1977. La première tranche est arrêtée en février 2020, suivie de la seconde en juin de la même année.
La centrale nucléaire de Fessenheim était, début 2020, la plus vieille centrale nucléaire française en exploitation et la seule centrale nucléaire en Alsace. Sa fermeture définitive est annoncée début octobre 2019 par le gouvernement,. Le premier réacteur est arrêté le 22 février et le second le 29 juin 2020.
La centrale était très contestée par les antinucléaires alsaciens et frontaliers, allemands et suisses.
Si les conséquences écologiques étaient craintes (risque sismique, comme en 1601, sur la plus grande nappe phréatique d'Europe), celles qui résultent de la fermeture de la centrale sur l'économie régionale sont aussi problématiques. Plus de 2 000 emplois directs et indirects dépendent de la centrale.
En 2021, Marine Le Pen souhaitait rouvrir la centrale nucléaire et demandait à Emmanuel Macron un moratoire sur son démantèlement.

## Culture locale et patrimoine

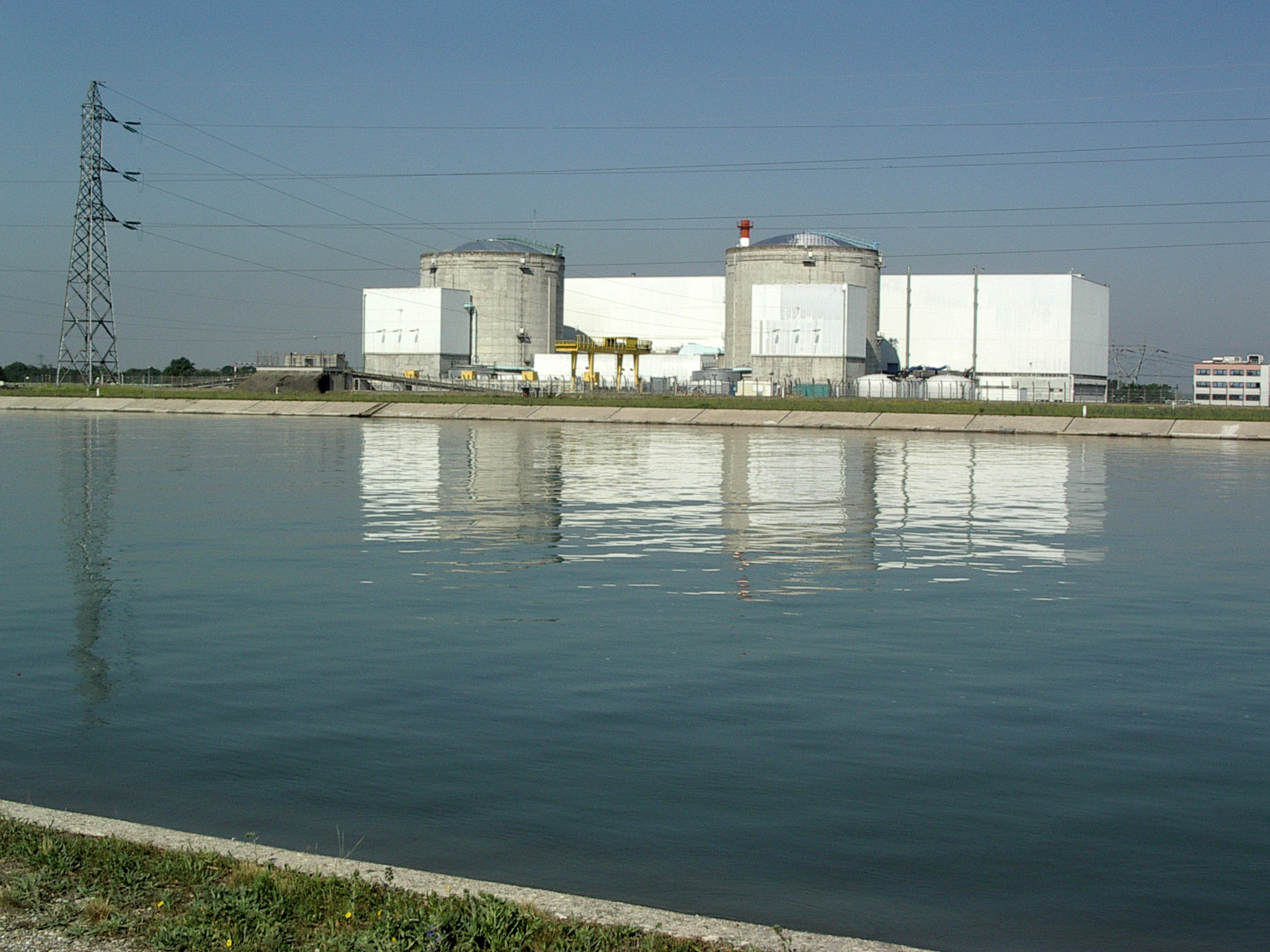
Centrale nucléaire de Fessenheim.

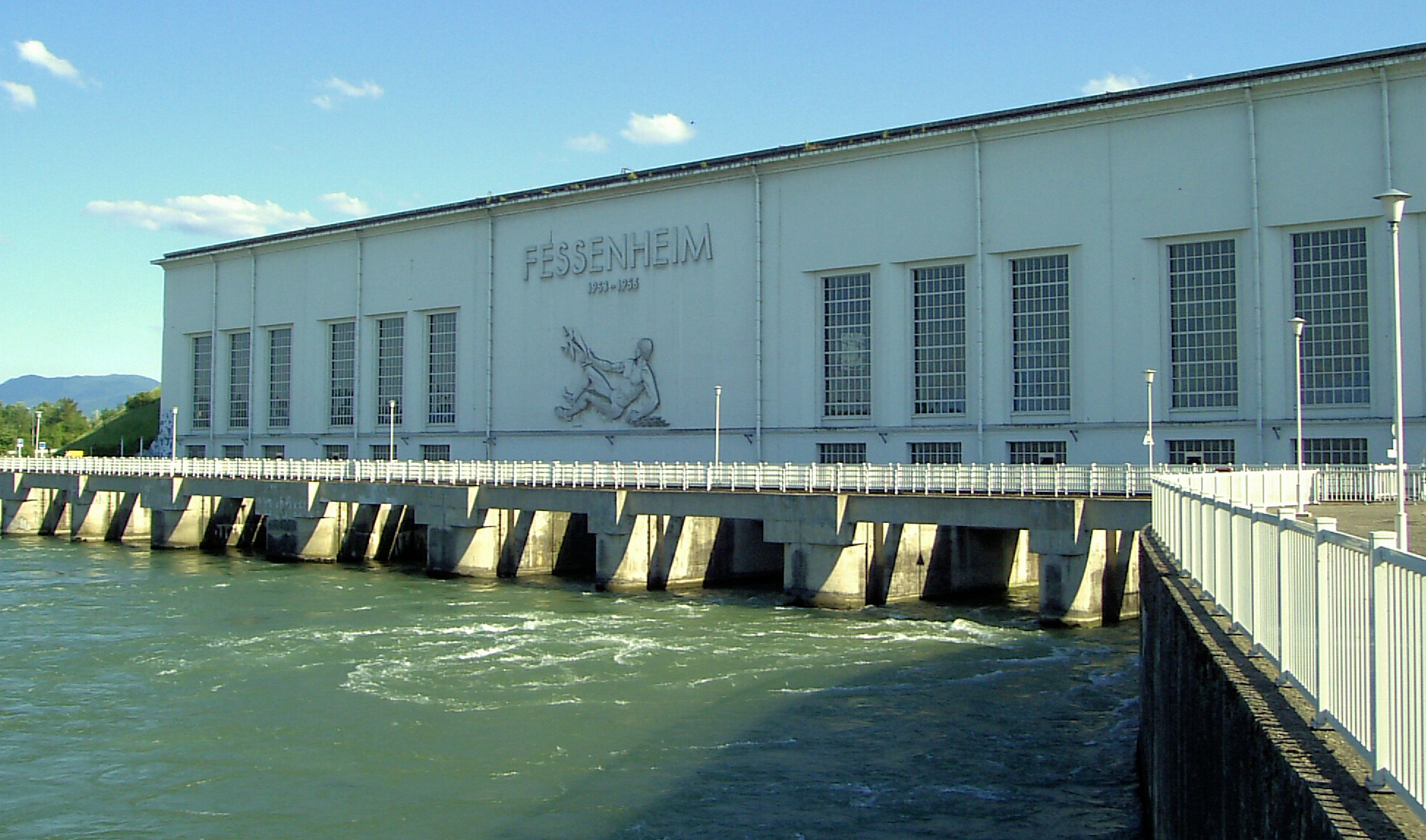
Centrale hydroélectrique de Fessenheim, dont la façade en béton est sculptée par Raymond Couvègne.

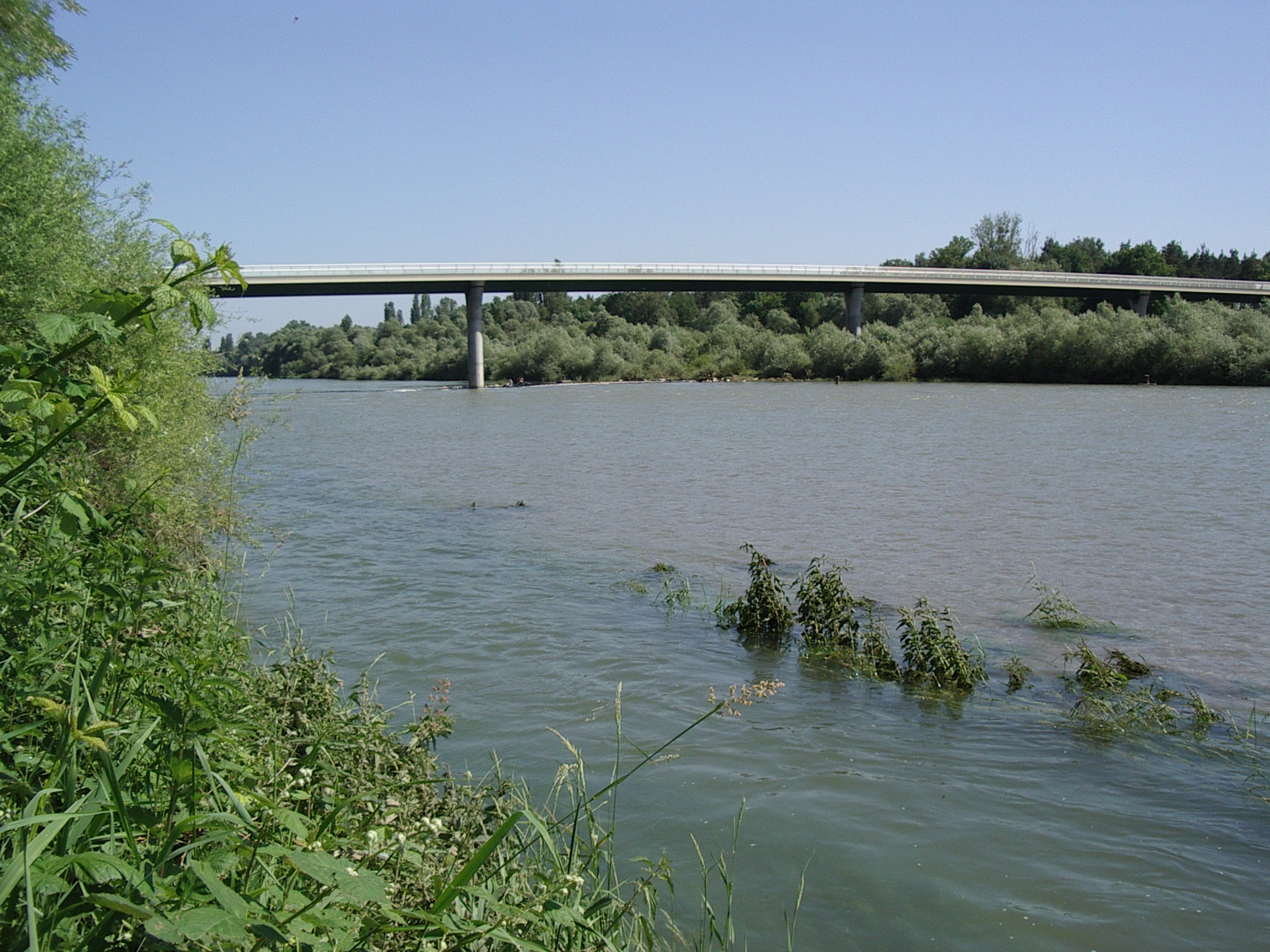
Pont sur le Rhin à Fessenheim.

|  |  |

### Chapelle Sainte-Colombe
Avant la construction de l'église actuelle en 1774, Fessenheim comptait deux lieux de culte :
- La chapelle Saints-Pierre-et-Paul, située au centre du village, près du cimetière, qui a été détruite par la suite.
- L'église Sainte-Colombe, mentionnée dès le XIVe siècle, située dans les champs entre Blodelsheim et Fessenheim, ces deux villages formant une seule paroisse jusqu'en 1731.

L'église Sainte-Colombe fut utilisée jusqu'en 1774, comme l'atteste une inscription en allemand sous son auvent. Au XIXe siècle, elle fut démolie et remplacée par une petite chapelle en mémoire du lieu. Cette chapelle a été restaurée en 2013.
À proximité, un sarcophage datant du VIe siècle a été découvert.

### Église Sainte-Colombe
Construite en 1774 sur les plans de l'architecte Chassain, l'église dédiée à sainte Colombe, comme celle qui la précédait dans les champs, a été restaurée à plusieurs reprises, notamment en 2005. Elle adopte le style architectural typique du XVIIIe siècle, avec une tour-porche intégrée, un chevet à cinq pans et une nef à vaisseau unique, plafonnée, qui s'ouvre sur un chœur arrondi. À l'extérieur, on trouve une cloche nommée "Joseph", fondue en 1922.

#### Le chœur et le mobilier intérieur
Le chœur abrite un maître-autel de style néo-baroque, avec un grand tabernacle datant du XIXe siècle, rappelant les créations de l'atelier Klem de Colmar. Au-dessus de l'autel trône une grande peinture de saint Augustin du XVIIIe siècle, restaurée en 2006, probablement issue du couvent des augustins de Colmar.
Les autels latéraux, créés par Carola Sorg, sont consacrés à sainte Colombe et à l'Immaculée Conception.
L'orgue a été réalisé par Antoine Herbuté en 1846. Ce dernier a demandé des suppléments d'honoraires, mais il eut du mal à récupérer la somme en question et il vendit sa créance à un notable du secteur. S'il a plus ou moins copié les Callinet pour la réalisation du buffet, il a réussi à produire quelque chose d'original au niveau sonore : avec 24 registres de choix, des flûtes très colorées et des gambes tranchantes.

### Espace «Victor Schœlcher, son œuvre»
L'espace « Victor Schœlcher, son œuvre » se trouve le long de la route principale traversant Fessenheim, non loin de la mairie et de l'église. Créé en 2015 par la municipalité avec une muséographie et des coordinateurs scientifiques, il est installé dans la plus ancienne maison du village (XVIe siècle), une maison à « Kniestoch », combinant rez-de-chaussée et étage servant de grenier. Cette espace muséographique présente la vie et l'œuvre de Victor Schoelcher à qui on doit l'abolition de l'esclavage en 1848.
La commune a également rendu hommage à ce bienfaiteur de diverses manières:
- En 1968, un lotissement est créé et prend le nom de quartier Victor Schœlcher (avec une rue du même nom).
- Le 19 juillet 1977 il est décidé d'organiser un jumelage avec la ville de Schœlcher en Martinique qui prend effet en 1980.
- Le 12 juillet 1981 Fessenheim « marque l'évènement en inaugurant une stèle à l'effigie de Victor Schœlcher », et le même jour est créée l'Association des Amis de Schœlcher.
- Le 20 septembre 1987, c'est l'inauguration par Gaston Monnerville, président du Sénat, du premier musée, appelé "Maison Schœlcher - Musée de la Hardt" 

### Voie et allée de la 2eDivision Blindée

#### Voie
La 2e Division Blindée, formée par le général Leclerc pendant la Seconde Guerre mondiale et intégrée à la 1ère Armée française, a joué un rôle crucial dans la Libération de la France. Lors de la bataille de Koufra, le général Leclerc a prononcé un serment emblématique : « Jurez de ne déposer les armes que lorsque nos couleurs, nos belles couleurs, flotteront sur la cathédrale de Strasbourg ». Débarquée à Utah Beach le 1er août 1944, dans la commune de Saint-Martin-de-Varreville, la division s'engage dans une campagne libératrice de 1000 kilomètres, d'ouest en est, depuis la Normandie. Ce parcours, appelé "La Voie de la 2e Division Blindée", est jalonné de bornes commémoratives dans plus d'une centaine de communes françaises. La première borne a été installée à Saint-Martin-de-Varreville, et la plus éloignée, située à Fessenheim à 1079 km, a été inaugurée en 2020.

#### Allée
Cette portion de voie a pris le nom d'Allée de la 2e Division Blindée en 2020. Elle rappelle ainsi à notre bon souvenir le sacrifice des soldats de la 2e Division Blindée qui se sont battus pour la Libération de la France. Dans ce secteur, les soldats ont combattu entre le 5 et le 8 février 1945, au moment de la jonction avec la 1ère Division Blindée et/ou lors de la réduction de la poche de Colmar. 29 sont morts pour la France entre le sud de Neuf-Brisach et Fessenheim (libérée le 8 février). Le panneau de l'Allée nous donne le détail de leurs affectations respectives.

### Personnalités liées à la commune
- Marc Schœlcher (1766-1832), porcelainier français.
- Victor Schœlcher, homme politique français, fils du précédent, naît le 22 juillet 1804 à Paris dans une famille bourgeoise catholique originaire de Fessenheim et meurt le 25 décembre 1893 à Houilles. Il est l'initiateur du décret du 27 avril 1848 abolissant définitivement l'esclavage en France et dans ses colonies. La commune a inauguré en 2015 l'espace muséographique Victor Schoelcher, son œuvre[41] qui est consacré à la vie et aux combats de l'abolitionniste.
- Dominique Schelcher, PDG du groupe Système U depuis mai 2018 et également descendant contemporain de Marc Schœlcher.

### Héraldique
| Blason de Fessenheim | Les armes de Fessenheim se blasonnent ainsi : « D'azur au fer à cheval d'argent ajouré du champ, à la coquille d'escargot d'or posée en abîme tournée vers senestre. » |

Ces armoiries ont été crées en 1981 à la place des précédentes. Le bleu azur correspond à la couleur du Rhin. Le fer à cheval faisait partie des symboles du village au XIXe siècle. Et les escargots font allusion au sobriquet ("Schnackas") donné aux Fessenheimois.
Ancien blasonnement :
« D'azur à la main dextre de carnation en bande, mouvant du canton senestre de la pointe, lançant deux éclairs d'argent vers le canton dextre du chef. »
Crées en 1965, ces armoiries avaient fait le choix de symboliser l'électricité produite par l'usine d'hydraulique.